# Uczciwy złodziej
Uczciwy złodziej (ang. Honest Thief) – amerykański film akcji z 2020 roku w reżyserii Marka Williamsa. W głównych rolach wystąpili Liam Neeson, Jai Courtney i Anthony Ramos. Film miał premierę 3 września 2020 roku.

## Fabuła
Tom Carter jest seryjnym złodziejem skutecznie napadającym na amerykańskie banki. Po latach perfekcyjnych zbrodni ukradł miliony dolarów, lecz kiedy zakochuje się w Annie, postanawia porzucić dotychczasowe życie i pójść na układ z FBI. Ma zamiar oddać im wszystkie ukradzione pieniądze w zamian za gwarancję nowego, spokojnego życia. Organy ścigania mają jednak w planach wykorzystanie sytuacji do przejęcia gotówki i złapania Toma, co zmusza go do walki o swoją przyszłość u boku ukochanej.

## Obsada
- Liam Neeson jako Tom Dolan
- Jai Courtney jako John Nivens
- Anthony Ramos jako Ramon Hall
- Jeffrey Donovan jako Sean Meyers
- Kate Walsh jako Annie Wilkins
- Robert Patrick jako Samuel Baker
- Jasmine Cephas Jones jako Beth Hall
- Birol Tarkaz Yildiz jako Mike[1]

## Odbiór

### Reakcja krytyków
Film spotkał się z mieszaną reakcją krytyków. W agregatorze recenzji Rotten Tomatoes 39% z 109 recenzji uznano za pozytywne. Z kolei w agregatorze Metacritic średnia ważona ocen z 21 recenzji wyniosła 46 punktów na 100.